# 伊勢半
株式会社伊勢半（いせはん）は、日本の総合化粧品メーカーである。

## 沿革
- 1825年、江戸の紅屋として『伊勢屋半右衛門』（通称、伊勢半）を日本橋小舟町（現・東京都中央区日本橋）で創業。創業者は澤田半右衛門（寛政2年、現在の埼玉県川越市生まれ）で、独自の研究により玉虫色に輝く小町紅を開発し、商品の人気を博し江戸一の紅屋といわれるまでになる。
- 1936年、化粧品ブランドのキスミー( Kiss Me )を商標登録。
- 1945年、戦災で大きな損害を被る。澤田半右衛門商店として再建。
- 1946年、戦時中から続く物資不足の中、植物性油脂やラノリンを配合した『キスミー特殊口紅』を発売しヒット商品になる。
- 1947年、株式会社へ改組。社名を伊勢半とする。
- 1955年、キスしても色落ちしにくい口紅『キスミースーパー口紅』を発売。
- 1955年、キスミー販売株式会社の設立。
- 1965年、キスミー販売株式会社の社名を株式会社キスミーコスメチックスに変更。
- 1988年、伊勢半研究所（茨城県水海道市）を設立。
- 2005年、株式会社キスミーコスメチックスと株式会社伊勢半が合併し新会社に組織改編する。新会社の社名を株式会社伊勢半とする。品質マネージメントの国際規格であるISO 9001-2000の認証を取得する。
- 2007年、伊勢半(天津)化粧品有限公司を設立。
- 2018年、KOREA KISSME Co., Ltd.を設立。
- 2019年、KISSME (THAILAND) Co., Ltd.設立。

## 主なブランド
- キスミー
- キスミー　フェルム
- ヒロインメイク
- ヘビーローテーション
- マミー
- KISSME P.N.Y.
- kiss
- キスミーシャインパステルピンク

## 関連企業とそのブランド
- 株式会社伊勢半本店
- 株式会社伊勢半
- 株式会社エリザベス
- マーシュ・フィールド株式会社
- アイカーケミカル株式会社
- 伊勢半（天津）化粧品有限公司
- 伊勢半（上海）化粧品貿易有限公司
- KOREA KISSME Co., Ltd.
- KISSME（THAILAND）Co., Ltd.